# میدیاسیتی‌یوکی
میدیاسیتی‌یوکِـی (انگلیسی: MediaCityUK) یک شهرک و پروژهٔ توسعه با کاربری ترکیبی به مساحت ۸۱ هکتار بر کرانهٔ «کانال آبی عبوری کشتی منچستر» در شهر سالفورد و ترافورد است. این پروژه توسط دانشگاه سالفورد و «پیل گروپ» طراحی و راه‌اندازی شد. ساکنان اصلی این شهرک، سازمان‌های رسانه‌ای (همچون بی‌بی‌سی که این برپایهٔ سیاسیت‌های تمرکززدایی خود، بخش‌هایی از زیرمجموعهٔ خود را از لندن به این مکان منتقل کرده) و مرکز خرید کِی‌ساید مدیا‌سیتی‌یو‌کی است. آی‌تی‌وی گرانادا نیز در یکی دیگر از شرکت‌هایی است که در این ناحیه مستقر شده است. مدیا‌سیتی یو‌کی در دو مرحله توسعه یافت؛ مرحلهٔ نخست آن با مساحت ۳۶ جریب (۱۵ هکتار) در سال ۲۰۱۱ به پایان رسید و اجرای مرحلهٔ دوم به موفقیت مرحلهٔ اول وابسته است. این مجموعه در سال ۲۰۲۰ به نخستین منطقهٔ دارای گواهی WiredScore در اروپا تبدیل شد.